# Przedłużenie analityczne
Rozszerzenie analityczne – metoda rozszerzająca dziedzinę danej funkcji analitycznej. Dzięki tej metodzie udaje się uzyskać więcej rozwiązań z funkcji, która np. w typowym rozwinięciu w szereg nieskończony jest rozbieżna lub nieciągła w zadanym początkowo otoczeniu.

## Definicja
Dane są dwie funkcje analityczne określone na obszarach {\displaystyle D_{1}} i {\displaystyle D_{2}{:}}
{\displaystyle f_{1}\colon D_{1}\to V_{1},}
{\displaystyle f_{2}\colon D_{2}\to V_{2}.}
Jeśli istnieje niepusty zbiór {\displaystyle U=D_{1}\cap D_{2}} taki, że
1. {\displaystyle U} jest obszarem,
2. dla każdego {\displaystyle z\in U} zachodzi równość {\displaystyle f_{1}(z)=f_{2}(z),}

to można powiedzieć, że {\displaystyle f_{2}} jest rozszerzeniem analitycznym {\displaystyle f_{1}} i odwrotnie.

## Zastosowanie
Popularnym sposobem na definiowanie funkcji w analizie zespolonej jest jej określenie na niewielkim obszarze, a następnie jej poszerzenie przez zastosowanie przedłużenia analitycznego. W praktyce takie rozszerzenie jest wykonywane przez ustanowienie równania funkcyjnego na niewielkiej dziedzinie, które następnie jest zastosowane do rozszerzenia dziedziny. Przykładami mogą być funkcja dzeta Riemanna i funkcja Γ.
Początkowo zostało wprowadzone pojęcie przestrzeni nakrywającej aby zdefiniować naturalną dziedzinę przedłużenia analitycznego funkcji analitycznej. Pomysł znalezienia największego przedłużenia analitycznego funkcji doprowadził z kolei do rozwoju idei powierzchni Riemanna.

## Przykład

### Szereg geometryczny
Rozważmy funkcję
{\displaystyle f_{1}(z)=1+z+z^{2}+\ldots =\sum _{n=0}^{\infty }z^{n}.}
W klasycznym ujęciu przedstawia ona sumę szeregu geometrycznego o ilorazie {\displaystyle z.} Z warunku zbieżności szeregu geometrycznego wynika, że funkcja jest określona tylko dla wartości:
{\displaystyle \mathrm {dom} (f_{1})=D_{1}=\{z\in \mathbb {C} \colon |z|<1\}.}
Z drugiej strony sumę zbieżnego szeregu geometrycznego o ilorazie {\displaystyle z} możemy zapisać jako
{\displaystyle f_{2}(z)={\frac {1}{1-z}},}
która jest określona dla wszystkich liczb zespolonych {\displaystyle z} oprócz liczby 1:
{\displaystyle \mathrm {dom} (f_{2})=D_{2}=\mathbb {C} \setminus \{1\}.}
Na obszarze {\displaystyle D_{1}\cap D_{2}=D_{1}} obie funkcje są sobie równe, więc funkcję {\displaystyle f_{2}} możemy traktować jako przedłużenie analityczne funkcji {\displaystyle f_{1}} na obszar {\displaystyle \mathbb {C} \setminus \{1\}}.
Wyniki uzyskiwane za pomocą funkcji {\displaystyle f_{2}} teoretycznie umożliwiają obliczenie wartości szeregów rozbieżnych, np.:
{\displaystyle 1-1+1-1+\ldots =f_{1}(-1)=f_{2}(-1)={\frac {1}{1-(-1)}}={\frac {1}{2}},}
{\displaystyle 1+2+4+8+\ldots =f_{1}(2)=f_{2}(2)={\frac {1}{1-2}}=-1.}
W takich przypadkach problemem jest odpowiednia interpretacja wyników.